# Sennwald
Sennwald egy svájci település a Sankt Gallen kantonjához tartozó Werdenberg kerületben. Sennwald Altstätten, Buchs, Eschen, Gamprin, Gams, Wildhaus, Ruggell és Rüte községekkel határos.